# Мінеральний табір
Особливий табір № 1, Мінеральний табір (рос. Минлаг), пізніше (з 10 травня 1948) Мінеральний ВТТ — концентраційний табір ГУЛАГ з центром у селищі Інта Комі АРСР. Організований 28 лютого 1948 року в приміщеннях ліквідованого Інтинського ВТТ. Перший начальник — полковник Смирнов І.І.(з 27.04.48 по 30.10.48), який раніше був «зам начальника 1 управління ГУЛАГу».
Закритий 6 березня 1957, всі табірні підрозділи передані Печорському ВТТ.

## Історія
За наказом №00219 МВД СРСР від 28.02.1948 р. політичних в'язнів відокремили від карних. До політичних відносили агентів іноземних розвідок, диверсантів, терористів, троцькістів, правих, меншовиків, есерів, анархістів, націоналістів, білоемігрантів та інших учасників антирадянських організацій і груп, а також осіб, які становлять небезпеку за своїми антирадянськими зв'язками і ворожою діяльністю.
10 травня наказом № 00508 для дотримання конспірації в роботі Особливих таборів їм присвоювалися умовні найменування:
- Особливий табір № 1 - Мінеральний табір МВС,
- № 2 - Гірський,
- № 3 - Дібровний,
- № 4 - Степовий,
- № 5 - Береговий табір.

Охорона Особлага №1 покладалася на 257-й і 399-й полки 87-ї дивізії конвойних військ МВД.

## Виконувані роботи
- Обслуговування комбінату «Інта-вугілля» («рос. Интауголь»);
- Видобуток кам'яного вугілля на шахтах № 1-4, 6, 7, 10;
- Будівництво нових шахт № 5, 9, 11-14 і робота на них;
- Робота на родовищі Иджид-Кирта (шахти, вугільний розріз);
- Робота на родовищі Иджид-Кирта і Кожим (видобуток вугілля, золота, кварцу);
- Капітальне і дорожнє будівництво;
- Робота на цегельному заводі;
- Будівництво шлакоблочного заводу;
- Лісозаготівлі для потреб комбінату.

## В'язні Мінлаг
- Брись Олексій Семенович
- Вікторас Пяткус